# Ōnakatomi no Sukechika
Ōnakatomi no Sukechika (大中臣輔親) (954 - 6 juillet 1038) est un poète et prêtre shinto japonais du milieu de l'époque de Heian. Son père est Ōnakatomi no Yoshinobu et sa mère la fille de Fujiwara no Kiyokane, qui a une fille de la poétesse Ise no Taifu. Il fait partie de la liste des trente-six poètes immortels du Moyen Âge (Chūko Sanjūrokkasen).
En 986 il est nommé membre du Kidendō et en 991, il est promu au titre de jugoi. En 1001 il est nommé grand prêtre  (saishu)  au sanctuaire de Ise-jingū, en 1008 il devient membre du Jingikan et en 1009 promu jushii. Vers 1022 il est nommé chef du jingikan et en 1036 promu shōsanmi. 
Il est reconnu comme poète waka majeur à son époque et participe à des récitations de poèmes aux festivals de Ōnie no matsuri devant les empereur Sanjō, Go-Ichijō et Go-Suzaku. Sa collection personnelle s'appelle Sukechikadono-shū (輔親卿集). Quelque trente-et-un de ses poèmes sont inclus dans diverses anthologies impériales dont la Shūi Wakashū.